# Mario Otero
Mario H. Otero García (Montevideo, 19 de diciembre de 1929- Montevideo, 20 de diciembre de 2013), fue un filósofo, epistemólogo, autor y docente universitario uruguayo.

## Biografía
Mario Otero fue hijo de María Luisa García y Fernando Otero. Cursó preparatorio de ingeniería en 1949 ingresó a la Facultad de Humanidades de la Universidad de la República (Udelar) a estudiar Filosofía. Obtuvo su título de licenciado en 1957, con la tesis La crítica de la abstracción y la teoría del mundo en Berkeley. Realizó estudios de filosofía y matemática estadística con investigadores de primer nivel (Marvin Farber, F. Kauffman y William T. Parry) en la Universidad de Búfalo (1952-1953) y de lógica y filosofía de las ciencias con René Poirier en la Universidad de París (1958-1960). En esa misma década ingresó como profesor de matemáticas en la UTU, de Filosofía en Enseñanza Secundaria y de Estadística y Filosofía en el Instituto Técnico de la Federación Sudamericana de Asociaciones Cristianas de Jóvenes. En 1960 obtuvo su título de Doctor en Lógica y Metodología de las Ciencias con la tesis El aporte de Boole y de De Morgan a la lógica formal, en la Universidad de París. En dos periodos (1961-1962 y 1966), con Becas Fulbright, realizó trabajos de investigación en la Universidad de Harvard. En su primera estancia estudió lógica con Willard Van Orman Quine y realizó cursos y seminarios con Hilary Putnam,  Burton Dreben y  Morton White.
En 1961 ingresó a la Udelar como profesor de Epistemología y de Historia del Pensamiento Científico de la entonces FHC. Impulsó la creación de la Sección de Filosofía de la Ciencia (1964) y, posteriormente, del Departamento de Historia y Filosofía de la Ciencia (DHFC, 1970), de los cuales fue director durante muchos años (1964-1973, 1986-1996). En 1964 creó Galileo, primera revista dedicada a problemas metacientíficos de la región (1964-1972, 1989-2013). En 1966-1967 se trasladó a París a estudiar Planificación de la Educación en el Instituto de Desarrollo Económico y Social. Obtuvo su diploma de tercer ciclo con una memoria final sobre planificación de la educación en Uruguay. En 1968 se le concedió el Régimen de Dedicación Total en la Udelar, del cual tomó posesión un año más tarde. En 1972 asumió como decano de la FHC, función que desempeñó hasta el advenimiento del golpe de Estado de 1973. Estuvo exiliado en Argentina y en México. En Argentina fue designado Profesor de Filosofía de la Ciencia en la Facultad de Filosofía y Letras de la Universidad de Buenos Aires (1974). En México fue investigador titular en Filosofía de la Ciencia por más de una década (1974-1985) y director de la Sección de Historia de la Ciencia de la Universidad Nacional Autónoma de México (1981-1985). Con el retorno de la democracia volvió a asumir el decanato de la FHC en 1985, al que renunció en agosto de 1989.
Mario Otero tuvo un papel destacado en el proceso de creación de la Facultad de Ciencias de la Udelar (1990), por escisión de la FHC (desde ese momento, Facultad de Humanidades y Ciencias de la Educación, FHCE). Ese mismo año renunció a su función de encargado de la dirección del Instituto de Filosofía de la FHCE, que desempeñaba desde 1986. En 1996 cesa en su cargo de profesor de Epistemología. Hasta su fallecimiento, el 20 de diciembre de 2013, permaneció ligado a la FHCE, en los últimos años bajo la figura de docente libre del DHFC.
Otero participó sistemáticamente de los órganos de cogobierno de la Udelar: fue representante de los estudiantes (1952) y de los docentes (1992-1995) en la Asamblea General del Claustro e integró el Consejo Directivo Central (1972-1973, 1985-1989). Representó a la Udelar en el Consejo Directivo de la Universidad del Trabajo (1968-1969) y fue Miembro del Consejo Consultivo de la Enseñanza Terciaria Privada del Ministerio de Educación y Cultura (1995-1996).

## Ámbito investigativo
Su producción intelectual puede ser agrupada en cuatro áreas representativas de sus investigaciones: Historia y filosofía de la ciencia en general; Historia y filosofía de las matemáticas y la lógica; Historia de las matemáticas en el Uruguay, y Políticas e investigación científicas y educación en Uruguay.
Otero expone en sus trabajos acerca de la historia y filosofía de la ciencia general su concepción de la filosofía de la ciencia que, ya a principios de la década de 1960, entendía como intersectante con la historia, la sociología y otras disciplinas que también se ocupan de analizar la ciencia. Una concepción que Otero no defendió meramente en el plano teórico, sino que asumió como compromiso y acción en la creación del área correspondiente en la Udelar. Una concepción que concebía a la filosofía de la ciencia como herramienta estratégica, aunque no decisiva, para el cambio progresista de la realidad político-social. En esta área, Mario Otero publicó casi una decena de libros (como editor y como autor) y un importante número de artículos.
Mario Otero fue reconocido internacionalmente por sus trabajos en Historia y filosofía de las matemáticas y la lógica. Sus investigaciones en estos campos incluyen el análisis de momentos y aspectos importantes de la historia y la filosofía de las matemáticas y la lógica en los siglos XIX y XX, así como la presentación de textos significativos y poco conocidos de la historia de ambas disciplinas, en ocasiones, con sus antecedentes filosóficos.
Particularmente en Historia de las matemáticas en el Uruguay sus trabajos revelan el interés y la importancia que Otero daba al desarrollo de las matemáticas en Uruguay y a su análisis. Dio a conocer, a través de ellos, las etapas fundamentales del desarrollo de esta disciplina y su institucionalización en el país, su relación con los modelos internacionales correspondientes, su inserción en los distintos niveles educativos nacionales, pero también puso de relieve a los matemáticos uruguayos gracias a los cuales ese desarrollo fue posible.
Por último, su producción en Políticas e investigación científicas y educación en Uruguay muestran el compromiso de Otero con la realidad que en esos aspectos vivieron el país y la región. Un periodo particularmente prolífico a este respecto es entre las décadas de 1960 y 1980, en cuyos trabajos Otero analiza desde las condiciones a las que se ven expuestas la investigación científica y la educación en esos períodos concretos, pasando por los requerimientos básicos y generales que deben ser tenidos en cuenta en el momento de diseñar políticas científico-tecnológicas en países como Uruguay, hasta la presentación de propuestas específicas para pensar posibles desarrollos o soluciones a estas problemáticas.

## Obra
Otero fue autor y editor de más de una decena de libros entre los que se destacan:
- 1961, La crítica de la abstracción y la teoría del mundo en Berkeley, Montevideo: Instituto de Filosofía (FHC)
- 1963, El lenguaje científico, selección de textos. Montevideo: Aula de Epistemología, FHC, Universidad de la República.
- 1969, El sistema educativo y la situación nacional. Montevideo: Nuestra Tierra.
- 1977, La filosofía de la ciencia hoy; dos aproximaciones. Ciudad de México: UNAM.
- 1986, Ciencias naturales y materialismo. Ciudad de México: UNAM.
- 1990, Eduardo García de Zúñiga. Lecciones de historia de las matemáticas. Montevideo: FHCE, Universidad de la República.
- 1997, Kuhn hoy. Montevideo: FHCE.
- 1997, Joseph Diez Gergonne (1771-1859): Histoire (logique) et Philosophie des Sciences. Sciences et Techniques en Perspective, vol. 37. Nantes: Universidad de Nantes.
- 2000, Constructivismo y realismo. Montevideo: FCU.
- 2003, Sobre ciertos avatares de las llamadas matemáticas puras. Cuadernos de Historia de la Ciencia, vol. 15. Zaragoza: Facultad de Ciencias. Seminario de Historia de la Ciencia y la Técnica de Aragón.

Asimismo, publicó numerosos artículos en revistas especializadas en las diferentes áreas de investigación que supo cultivar, tanto nacionales (Revista de la FHC; Cuadernos Uruguayos de Filosofía; Galileo; Marcha; Cuadernos de Epistemología; Cuadernos de Ciencias Sociales; Gaceta de la Universidad; Papeles de Filosofía, etc.), como extranjeras (Révue d'Histoire des Sciences et de leurs Applications; Philosophy and Phenomenological Research; Crítica; Diánoia; Teoría; Llull, Revista de la Sociedad Española de Historia de las Ciencias y de las Técnicas; Mathesis; Physis, Rivista Internazionale di Storia della Scienza; Istoriko-matematcheskie issledovaniya; Philosophia Scientiae; Revista Brasileira de Historia da Matemática; Gaceta de la Real Sociedad Matemática Española, etc.).

## Reconocimientos
En 1957, Primer Premio del Concurso Obras Filosóficas de la Udelar, con su tesis de grado La crítica de la abstracción y la teoría del mundo en Berkeley.
En 1959, Segundo Premio del Concurso Obras Filosóficas de la Udelar, con su trabajo Dos precursores de la lógica algorítmica: Castillón y Gergonne.
En 1995, profesor emérito de la Facultad de Humanidades y Ciencias de la Educación de la Udelar y doctor honoris causa de la Facultad de Ciencias de la Udelar en 2009.